# 대한민국 형법 제141조
대한민국 형법 제141조는 공용서류 등의 무효, 공용물의 파괴에 대한 형법각칙의 조문이다.

## 조문
제141조(공용서류 등의 무효, 공용물의 파괴) ① 공무소에서 사용하는 서류 기타 물건 또는 전자기록등 특수매체기록을 손상 또는 은닉하거나 기타 방법으로 그 효용을 해한 자는 7년 이하의 징역 또는 1천만원 이하의 벌금에 처한다. 

②공무소에서 사용하는 건조물, 선박, 기차 또는 항공기를 파괴한 자는 1년 이상 10년 이하의 징역에 처한다.

第141條(公用書類 等의 無效, 公用物의 破壞) ① 公務所에서 使用하는 書類 其他 물건 또는 電磁記錄등 特殊媒體記錄을 損傷 또는 隱匿하거나 其他 方法으로 그 效用을 害한 者는 7年 以下의 懲役 또는 1千萬원 以下의 罰金에 處한다. 

②公務所에서 使用하는 建造物, 船舶, 汽車 또는 航空機를 破壞한 者는 1年 以上 10年 以下의 懲役에 處한다.

## 사례
- 대통령이 정상회담 비밀회의록 폐기를 구체적 지시한 것이 사실로 확인된다면 형법 제141조 ‘공용서류 등의 무효, 공용물의 파괴’가 적용될 수 있다[1]
- 철도공사의 사업개발본부장이 철도공사의 러시아 유전개발사업 관련 컴퓨터 자료들이 상당부분 파기한 경우, 해당 파일이 공문서라면 형법 제141조 ‘공용물 손상·손괴죄’ 등이 적용된다[2].
- 육군대령이 병무비리합동수사본부의 1,2차 수사팀의 인수인계 과정 중 적법한 인수인계 절차 없이 강제로 캐비넷을 부수고 수사자료를 탈취하고 은닉하였다면, 형법 제141조가 적용될 수 있다[3]
- 중국 선원들이 불법 조업을 단속 중이던 한국해양경찰의 단정을 파괴하는 행위에 대해 공용선박파괴가 적용될 수 있다[4]
- 국회의원이 다른 당 의원들이 점거한 국회 소회의실 문이 열리기를 기다리다 지쳐서 쇠망치와 전기톱으로 회의장 문을 때려 부수고 유리창을 깨서 들어가는 경우, 공용물건손상죄가 성립할 수 있다[5]
- 교통범칙금 체납으로 인해 정부에 압류된 차량의 명의이전하지 않고 운행하다 손상 또는 은닉할 경우 본 죄가 적용될 수 있다[6]

## 판례

### 본죄의 객체
- 공용서류무효죄에 있어서의 객체는 그것이 공무소에서 사용하는 서류인 이상 공문서이거나 사문서이거나 또는 정식절차를 밟아 접수 또는 작성된 것이거나 완성된 것이거나를 묻지 않는다고 할 것이므로 세무공무원이 상속세신고서 및 세무서 작성의 부과결정서등을 임의로 반환한 경우에는 위 죄에 해당한다[7].
- 공용서류무효죄의 객체는 그것이 공무소에서 사용되는 서류인 이상, 정식절차를 밟아 접수되었는지 또는 완성되어 효력이 발생되었는지의 여부를 묻지 않는다 할 것이므로 피고인이 작성한 이 사건 진술조서가 상사에게 정식으로 보고되어 수사기록에 편철된 문서가 아니라거나 완성된 서류가 아니라 하여 형법 제141조 제1항 소정의 공무소에서 사용하는 서류에 해당하지 않는 것이라고 할 수 없으니, 피고인이 진술자의 서명무인과 간인까지 받아 작성한 진술조서를 수사기록에 편철하지 않은 채 보관하고 있다가 휴지통에 버려 페기한 소위는 공용서류무효죄에 해당한다[8].

### 본죄의 범의
- 공용서류무효죄에 있어서의 범의란 피고인에게 공무소에서 사용하는 서류라는 사실과 이를 손상 또는 은닉하거나 기타 방법으로 그 효용을 해한다는 사실의 인식이 있음으로써 족하고 경찰이 작성한 진술서가 미완성의 문서라 해서 공무소에서 사용하는 서류가 아니라고 할 수 없으며 피고인과 경찰관 사이의 공모관계의 유무나 피고인의 강제력행사의 유무가 서류의 효용을 해한다는 인식에 지장을 주는 사유가 되지도 아니한다[9].
- 공용서류은닉죄에 있어서의 범의란 피고인에게 공무소에서 사용하는 서류라는 사실과 이를 은닉하는 방법으로 그 효용을 해한다는 사실의 인식이 있음으로써 족하고, 경찰이 작성한 진술조서가 미완성이고 작성자와 진술자가 서명·날인 또는 무인한 것이 아니어서 공문서로서의 효력이 없다고 하더라도 공무소에서 사용하는 서류가 아니라고 할 수는 없다[10].

### 공문서 작성권자
- 공용서류무효죄는 정당한 권한 없이 공무소에서 사용하는 서류의 효용을 해함으로써 성립하는 죄이므로 권한 있는 자의 정당한 처분에 의한 공용서류의 파기에는 적용의 여지가 없고, 또 공무원이 작성하는 공문서는 그것이 작성자의 지배를 떠나 작성자로서도 그 변경 삭제가 불가능한 단계에 이르렀다면 모르되 그렇지 않고 상사가 결재하는 단계에 있어서는 작성자는 결재자인 상사와 상의하여 언제든지 그 내용을 변경 또는 일부 삭제할 수 있는 것이며 그 내용을 정당하게 변경하는 경우는 물론 내용을 허위로 변경하였다 하여도 그 행위가 허위공문서작성죄에 해당할지언정 따로 형법 제141조 소정의 공용서류의 효용을 해하는 행위에 해당한다고는 할 수 없다[11].

## 주해
1. ↑  공무원이 직무를 행하기 위해 국가 또는 공공단체에 의하여 설치된 장소를 말한다
2. ↑  감추는 것을 말한다
3. ↑  주거 또는 저택을 제외한 일체의 건물을 말한다

## 참고문헌
고시면. (2011, 7). ‘G 20 정상회의 포스터 쥐그림 사건’과 관련하여 ‘공용물건 손상’(형법 제141조 제1항) 혹은 미키 마우스 등과의 합성을 통한 ‘그래피티 아트’ 여부에 관한 연구. 사법행정, 52(7), 2-17.

## 같이 보기
- 공용서류무효죄
- 공용물 손상·손괴죄
- 공용물건손상죄